# Gertrud Bien

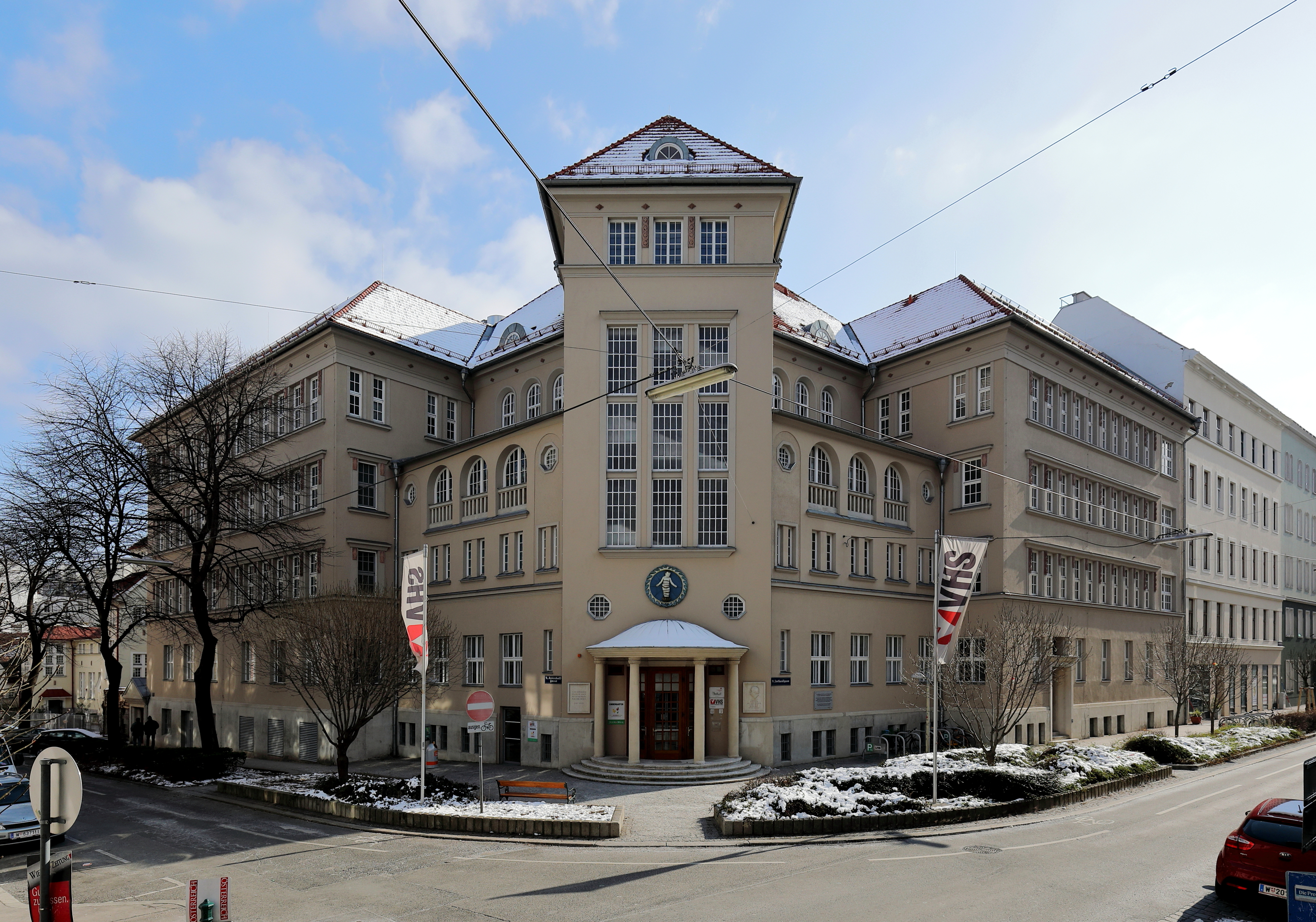
Foto: C. Stadler/Bwag; CC-BY-SA-4.0: Kinderübernahmestelle der Stadt Wien; eröffnet am 18. Juni 1925

Gertrud Bien (* 3. April 1881 in Wien; † 27. Februar 1940 in Manhattan, New York City, USA) war eine österreichische Kinderärztin.

## Leben
Die Eltern von Gertrud Bien waren der aus Lemberg (Lviv) stammende Rechtsanwalt Friedrich Bien (1844–1913) sowie die aus Leipzig stammende Gisela Wittner (ca. 1856–1920). Gertrud Bien studierte Medizin an der Universität Wien und wurde 1906 dort promoviert. Sie war danach zunächst Assistenzärztin und später Anstaltsärztin am Karolinen-Kinderspital in Wien bei Wilhelm Knöpfelmacher. 1912 erfolgte die Aufnahme in die Gesellschaft der Ärzte in Wien. Dora Teleky wurde gemeinsam mit ihr aufgenommen. 1913 nahm Bien, gemeinsam mit der Kinderärztin Ada Hirsch-Elias, als Referentin an der „85. Versammlung deutscher Naturforscher und Ärzte“ in Wien teil. 1915 publizierte Bien gemeinsam mit Knöpfelmacher zur Thematik der Nabelkolik bei älteren Kindern. 1918 gehörte Bien, wie auch Ludwig Teleky, zu einem Arbeitsausschuss, der eine Kindererholungsstätte für unterernährte Kinder im Meidlinger Kriegsspital einrichten wollte. 1926 erfolgte die Berufung Biens durch den Arzt und Politiker Julius Tandler zur Primarärztin in die 1925 eingerichtete städtischen Kinderübernahmestelle in der Lustkandlgasse 50. Leiter der Kinderübernahmestelle war Leo Kundi. Hier wurden alle der Gemeinde Wien übergebenen Kinder aufgenommen und untersucht. 1929 gab Bien, gemeinsam mit Charlotte Bühler und Hildegard Hetzer den ersten Band der Schriftenreihe „Psychologie der Fürsorge“ mit dem Titel „Kindheit und Armut“ heraus. Im September 1931 nahm Bien am „6. Internationalen Ärztinnenkongress“ in Wien teil. Der Kongress wurde organisiert vom „Bund Österreichischer Frauenvereine“. Auch hielt Gertrud Bien Vorträge vor der „Psychoanalytischen Arbeitsgemeinschaft der Sozialistischen Studentenschaft“ zum Thema „Kinderasyle und Pädagogik“. 1932 unterrichtete Bien gemeinsam mit Knöpfelmacher das Fach Kinder- und Säuglingspflege an der Krankenpflegeschule des Rudolfinerhauses.
Zum Freundeskreis Gertrud Biens gehörte die Unternehmergattin Adele Bloch-Bauer, die von Gustav Klimt gemalt wurde.
Gertrud Bien wurde wegen ihrer jüdischen Herkunft und ihrer Nähe zur Sozialdemokratie schon 1934 in den dauerhaften Ruhestand versetzt. Nach dem „Anschluss Österreichs“ im Jahr 1938 gelang ihr die Flucht nach London. Von London aus floh sie 1939 weiter in die USA. Hier verstarb sie ein Jahr später in Manhattan.
Gertrud Bien hatte drei Geschwister. Die ältere Schwester war Flora Irene Bien. Die beiden jüngeren Brüder waren Erich Arthur Bien und Oswald Marcel Bien. Beiden Brüdern gelang 1939 die Flucht nach England.

## Auszeichnung
- 1918 Kriegskreuz für Zivilverdienste

## Werke
- Bien, Gertrud: Zur Anatomie des Zentralnervensystems einer Doppelmißbildung bei der Ziege. Separat-Abdruck aus: Arbeiten aus dem Neurologischen Institute. Leipzig: Deuticke 1905.
- Knöpfelmacher, Wilhelm und Gertrud Bien: Untersuchungen über die Nabelkoliken älterer Kinder. Aus dem Karolinenspitale in Wien (Direktor: Prof. Dr. W. Knoepfelmacher). Separatabdruck aus: Wiener medizinische Wochenschrift. Wien: Verlag von Moritz Perles k.u.k. Hofbuchhandlung 1915.